# Herman Gorter

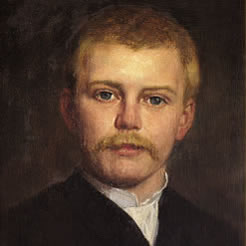
Herman Gorter

Herman Gorter (n. 26 noiembrie 1864 - d. 15 septembrie 1927) a fost un poet și eseist neerlandez.
Poemele sale alegorice, de coloratură impresionistă, exprimă bucuria de a trăi și evocă forța umană care învinge răul.

## Scrieri
- 1889: Mai ("Mei")
- 1891, 1893: Sonete din Kentering ("Kenteringssonnetten"), sonete remarcabile prin eleganța formei
- 1935: Marii poeți ("De groote dichters"), studii critice despre Eschil, Dante, Shakespeare.

Gorter a fost editor al publicațiilor De jonge gids și De nieuwe tijd.